# Federația de Fotbal a Maliului
Federația de Fotbal a Mali este forul ce guvernează fotbalul în Mali. Se ocupă de organizarea echipei naționale și a campionatului. 

## Președinți
- 1960-1968 Tiécoura Konaté
- 1968-1971 Mamadou Aw
- 1971-1978 Amadou Kané
- 1978-1979 Cheickna H. Sib-
- 1979-1982 Sor- I. konandji
- 1982-1985 Se-dou Thiam
- 1985-1998 Cheick O. Diarra
- 1988-1992 Ousmane Diarra
- 1992-2002 Amadou Diakité
- 2002-2005 Tidiani M. Niambélé
- 2005- prezent Salif Keïta

## Staff
- Președinte: Salif Keïta
- Vicepreședinte: Karounga Keita
- Secretar General: Yacouba Traoré
- Trezorier: Brehima Traoré
- Ofițer de presă: Mamadou Kaloga